# Henk de Wilde
Hendrik (Henk) de Wilde (Tjalleberd, 13 juli 1917 – Schagen, 18 oktober 2004) was een Nederlands politicus van de PvdA.
Zijn vader, Kornelis de Wilde, was een socialistische voorman die lange tijd wethouder van Heerenveen is geweest. Zelf ging hij na een onderwijzersopleiding in 1941 werken bij de Nederlandse Spoorwegen. Hij werd in Gouda gestationeerd en is ook vanaf 1947 twee jaar lid geweest van de Goudse gemeenteraad. In 1949 trad hij in dienst bij Rotterdamse afdeling van de Nederlandse Vereniging van Vervoerspersoneel die bij een fusie met een ander onderdeel van het Nederlands Verbond van Vakverenigingen (NVV) in 1956 opging in de Nederlandse Bond van Vervoerspersoneel (NBV; weer later de Vervoersbond NVV). In 1955 werd hij aangesteld als bestuurder van het district Friesland van het NVV en keerde daarom weer terug naar zijn geboortestreek. Bij de verkiezingen in 1958 voor de Provinciale Staten werd hij voor de eerste keer gekozen tot Statenlid en ook in 1962 en 1966 werd hij als PvdA-kandidaat gekozen. Van 1966 tot 1970 was hij zelfs lid van de Gedeputeerde Staten van Friesland. Bij de provinciale verkiezingen begin 1970 werd hij gekozen voor het PAK (samenwerkingsverbond van PvdA, PPR en PSP) en vervolgens PAK-fractievoorzitter. In november 1970 werd De Wilde benoemd tot burgemeester van de Noord-Hollandse gemeente Schagen wat hij zou blijven tot zijn pensionering in augustus 1982. Vanaf eind 1982 was hij nog ruim een jaar waarnemend burgemeester van Barsingerhorn. Eind 2004 overleed hij op 87-jarige leeftijd. In Schagen is een school naar hem vernoemd.